# Finspångs Förvaltnings- och Industrihus Aktiebolag
Finspångs Förvaltnings- och Industrihus Aktiebolag är ett svenskt förvaltningsbolag som agerar moderbolag för de verksamheter som Finspångs kommun har valt att driva i aktiebolagsform. Bolaget ägs helt av kommunen.

## Bolag
Källa: 
- Curt Nicolin Gymnasiet (49%)
- Finspångs Stadsnät Finet Aktiebolag
- Finspångs Tekniska Verk Aktiebolag
- Vallonbygden Aktiebolag